# Самарська паланка
Самарська паланка — адміністративно-територіальна одиниця Війська Запорозького низового часів Нової Січі (1734—1775). Центр паланки — місто Самар — новий козацький центр лівобережжя Дніпра після будівництва московського замку в старому козацькому і ще бродницькому та улицькому (виселки Пересіченя) центрі — Самар (Стара Самар) і її залишення козаками.

## Географія
Паланка була розташована по обидва боки річки Самари, вгору від лівого берега Дніпра, в майбутніх Новомосковському, Павлоградському й частково Олександрівському повітах Катеринославської губернії.
У 1731—1733 роках вздовж річок Орелі та Берестової будується російська військова Українська лінія. Її офіційним призначенням було загородження шляху для татарських набігів на Гетьманську Україну і углиб Росії. Проте, у той же час, вона відокремлювала Запорожжя від України. Вже 1738 року до її складу входило 16 фортець. Тут були розселені Дніпровський і Донецький полки, а також полки російської ландміліції.
1764 року тут оселений Молдавський гусарський полк з Києва, який переіменували на Самарський гусарський полк. Його включено до Новоросійської губернії до якої тоді ж увійшла Українська лінія.
1766 року з Самарської паланки Запорожжя, через швидке збільшення кількості населення, виділено Протовчанську і Орельську паланки.
До паланки належали села: Чаплі, Піщана Самар, Переметівка, Кам'янка, Сокольський редут, Бригадирівка, Ревівка, Бардаківка, Адамківка, Пишнівка, Військове, Чернече, Підгородне, Спаське та інші.
1775 року Самарську паланку скасували і Запорозьку Січ зруйнували. На її місці був утворений Новомосковський повіт з центром у перейменованій Самарі — Новомосковську.

## Історія
Дослідник  історії Запорозької Січі І.С.Стороженко вважає, що паланки з’явились внаслідок реформи, яка була проведена Хмельницьким на запорозьких землях у 1650-52 рр. За цією реформою було створено форпости (паланки) за прикладом полків Гетьманщини. Паланок нараховувалось п’ять серед яких була Самарська паланка.
Після заснування нової січі в 1734 році почалося відродження паланок зокрема Кодацької і Самарської. Відродження Самарської паланки було пов'язано з тим що, після того як ці землі по Прутському договору 1713 року перейшли до Османської імперії але маєтки запорожців продовжували існувати по праву сторону річки Самари. Ці поселення вважалися частиною Миргородського полку і Малоросійського полку. З січі в паланку прислали старшин яким доручили в разі великого набігу ногайців звертатися за допомогою до командувача Української лінії.
У паланці була відроджена "Пустинно-Свято-Миколаївська обитель" першими насельниками монастиря стали ченці з Києво-Межигірського монастиря.

## Печатки

### Печатка від 1750–1764 рр.
В полі печатки леопардовий лев вліво, в передній правій лапі тримає бунчук, згори князівська корона, праворуч півмісяць з людським обличчям, що лежить рогами вправо, ліворуч семипроменева зірка, здолу паросток від якого відгалужуються два пагони; згори літери: ПП, здолу літери: СП.
Овальна, розмір 27×25 мм.

### Печатка від 1752 р.
В полі печатки лук з двома стрілами, які лежать вістрями вгору, згори шоломова корона, обабіч візерунок; в центрі літери: ПМС.
Восьмикутна, розмір 23×22мм.

### Печатка від 1756 р.
В полі печатки овальний щит; над щитом шоломова корона, здолу два пагони; згори літери: ПП…С.
Восьмикутна, розмір 18×17мм.

### Печатка від 1769–1775 рр.
В полі печатки лев вліво, що обернув голову вправо, тримає щиток, на якому покладено в зірку лук з двома стрілами, які лежать вістрями вгору, над щитком князівська корона.
Напис по колу: * ПЕЧАТЬ * ПОЛКОВАЯ САМАРСКОИ ПАЛАНКИ.

Кругла, розмір 37 мм.

## Старшина
- Іванів Йосип — полковий писар.
- Василь Кишенський, полковник

## Полковники
- Іван Шустовал (1738)
- Головко (1744)
- Петро Губа (1744)
- Тихон Слинько (1744)
- Федір Вовк (1745)
- Терентій Григорович Чернець (1745)
- Микола Тимофійович Косап (1746) († 1773)
- Йосип Чекерес (1746)
- Василь Максимович Кишенський (1747)
- Кирило Красовський (1747)
- Андрій Шрам (1748)
- Терентій Іванів (Іванов) (1748)
- Павло Москаленко (1749)
- Петро Рябий (Письменний) (1749)
- Микола Сорочинський (1750) († 1750)
- Овдій Чорний (1750)
- Сидір Білий (1750)
- Кузьма Кальниболотський (1751)
- Михайло Артемович Довбня (1751)
- Корній Таран (1752)
- Онуфрій Яковлів (Яковлєв) (1752)
- Онуфрій Батуринський (1752)
- Семен Фастовець (1753)
- Павло Малий (1754)
- Матвій Федорович Шкурат (1754)
- Андрій Іванович Кобчинський (Горб) (1755)
- Федір Федорович Невідомий (Таран) (1755)
- Іван Сидорович Водолага (1756)
- Яків Іванович Гаркуша (1756)
- Петро Микитович Шабельник (Торський) (1756)
- Яків Гаврилович Сиса (1757)
- Михайло Артемович Довбня (1757)
- Іван Гордійович Голубєв (Злий) (1758)
- Петро Калатур (1758)
- Іван Домонтович (1758)
- Нестор Гаврилович Таран (1758)
- Андрій Семенів (Семенов) (1759)
- Василь Терентійович Холява (Халява) (1759)
- Федір Гулак (1760)
- Олексій Кумпан (1760)
- Опанас Іванів (Іванов) (1761)
- Леонтій Василіїв (Васильєв) (1762)
- Іван Костяний (1764)
- Логвин Мошенський (1764)
- Олексій Коцар (1765)
- Гордій Петренко (1765)
- Федір Білий (1766)
- Дмитро Кулик (1767—1768)
- Данило Балицький (1769—1770)
- Омелян Шпак (1770)
- Петро (Олексійович) Норов (1770)
- Гнат Писанка (1770)
- Єремій (Ярема) Василіїв (Васильєв) (1770)
- Карпо Гуртовий (1771)
- Гнат Пшеничний (1772)
- Федір Гненний (Гнений) (1773)
- Сава Кобижчин (Кобезчик) (1774)
- Данило Малиновський (1774)